# Lophostoma calophylloides
Lophostoma calophylloides är en tibastväxtart som först beskrevs av Carl Daniel Friedrich Meisner, och fick sitt nu gällande namn av Carl Daniel Friedrich Meisner. Lophostoma calophylloides ingår i släktet Lophostoma och familjen tibastväxter. Inga underarter finns listade i Catalogue of Life.